# Tá na mesa, Brasil
Tá na mesa, Brasil e um samba-enredo de autoria de Carlinhos Melodia, Nêgo e Antonio Conceição, desenvolvido pelo carnavalesco Oswaldo Jardim, no carnaval de 1991
pela Unidos da Tijuca.